# Kaľava
Kaľava – wieś (obec) na Słowacji położona w kraju koszyckim, w powiecie Nowa Wieś Spiska. Pierwsze wzmianki o miejscowości pochodzą z roku 1300.
Według danych z dnia 31 grudnia 2012, wieś zamieszkiwało 428 osób, w tym 214 kobiet i 214 mężczyzn.
W 2001 roku pod względem narodowości i przynależności etnicznej 99,29% mieszkańców stanowili Słowacy, a 0,47% Romowie.
Ze względu na wyznawaną religię struktura mieszkańców kształtowała się w 2001 roku następująco:
- Katolicy rzymscy – 90,31%
- Grekokatolicy – 0,47%
- Prawosławni – 0,24%
- Ateiści – 5,91%
- Nie podano – 1,65%